# Richard Robarts
 Richard Robarts  va ser un pilot de curses automobilístiques britànic que va arribar a disputar curses de Fórmula 1.
Va néixer el 22 de setembre del 1944 a Bicknacre, Essex, Anglaterra.

## A la F1
Richard Robarts va debutar a la primera cursa de la temporada 1974 (la 25a temporada de la història) del campionat del món de la Fórmula 1, disputant el 13 de gener del 1974 el GP de l'Argentina al circuit de Buenos Aires.
Va participar en 4 curses puntuables pel campionat de la F1, aconseguint un quinzè lloc com a millor classificació en una cursa i no assolí cap punt pel campionat del món de pilots.

## Resultats a la Fórmula 1
| Any  | Equip                      | Xassís       | Motor    | 1       | 2      | 3      | 4   | 5   | 6   | 7       | 8   | 9   | 10  | 11  | 12  | 13  | 14  | 15  | Posició | Punts |
| ---- | -------------------------- | ------------ | -------- | ------- | ------ | ------ | --- | --- | --- | ------- | --- | --- | --- | --- | --- | --- | --- | --- | ------- | ----- |
| 1974 | Motor Racing Developments  | Brabham      | Cosworth | ARG Ret | BRA 15 | SUD 17 |     |     |     |         |     |     |     |     |     |     |     |     | -       | 0     |
| 1974 | Frank Williams Racing Cars | Iso-Marlboro | Cosworth |         |        |        | ESP | BEL | MON | SUE NVS | HOL | FRA | GBR | ALE | AUT | ITA | CAN | USA | -       | 0     |

### Resum
| Curses: | Victòries: | Pòdiums: | Poles: | Voltes ràpides: | Punts: |
| ------- | ---------- | -------- | ------ | --------------- | ------ |
| 4       | 0          | 0        | 0      | 0               | 0      |